# Casa Central de la Pontificia Universidad Católica de Chile
La Casa Central de la Pontificia Universidad Católica de Chile es el principal edificio de la universidad. Por su estilo y magnitud desde su origen fue conocido como "Palacio Universitario". Desde 1996 es considerado Inmueble de Conservación Histórica por el Ministerio de Vivienda y Urbanismo de Chile y desde 2016 es parte de los edificios que se abren durante la celebración del Día del Patrimonio.
Actualmente es sede de las oficinas administrativas y de varias facultades de la universidad.

## Historia

### Antecedentes
Luego de su fundación el 21 de junio de 1888 la Universidad Católica inició su primer año académico el 31 de marzo de 1889. En ese momento la universidad solo contaba con cursos de leyes y matemáticas y las primeras clases se realizaban en el segundo piso del Círculo Católico hasta que el 4 de junio de 1891, un incendio lo destruyó por completo como consecuencia de las acciones revolucionarias que sacudieron a Chile ese mismo año.
Luego del incendio y como una manera de retomar lo antes posible las actividades universitarias, se decidió arrendar una casa en calle Bandera. En 1898 la dirección de la Universidad compró el edificio de la Unión Central, ubicado en calle Agustinas 1038, en el centro de Santiago. El edificio contaba con un hermoso teatro el que fue convertido en Aula Magna.
Las nuevas instalaciones mejoraron la comodidad, pero el número de alumnos, cada vez más grande, provocó que el edificio no diera abasto.
En 1899, con la creación del «Instituto de Humanidades de la Universidad Católica» en el mismo lugar, se pensó que no era recomendable que los alumnos secundarios del instituto se mezclaran con los jóvenes universitarios. De esta manera, se decidió construir un nuevos edificios para la Universidad y el Instituto en un terreno situado en Alameda, entre las calles Lira y Maestranza -esta última actual Avenida Portugal-, donado por el primer rector de la universidad, Monseñor Joaquín Larraín Gandarillas, espacio más apropiado para construir un nuevo Palacio Universitario.

### Construcción del Palacio Universitario

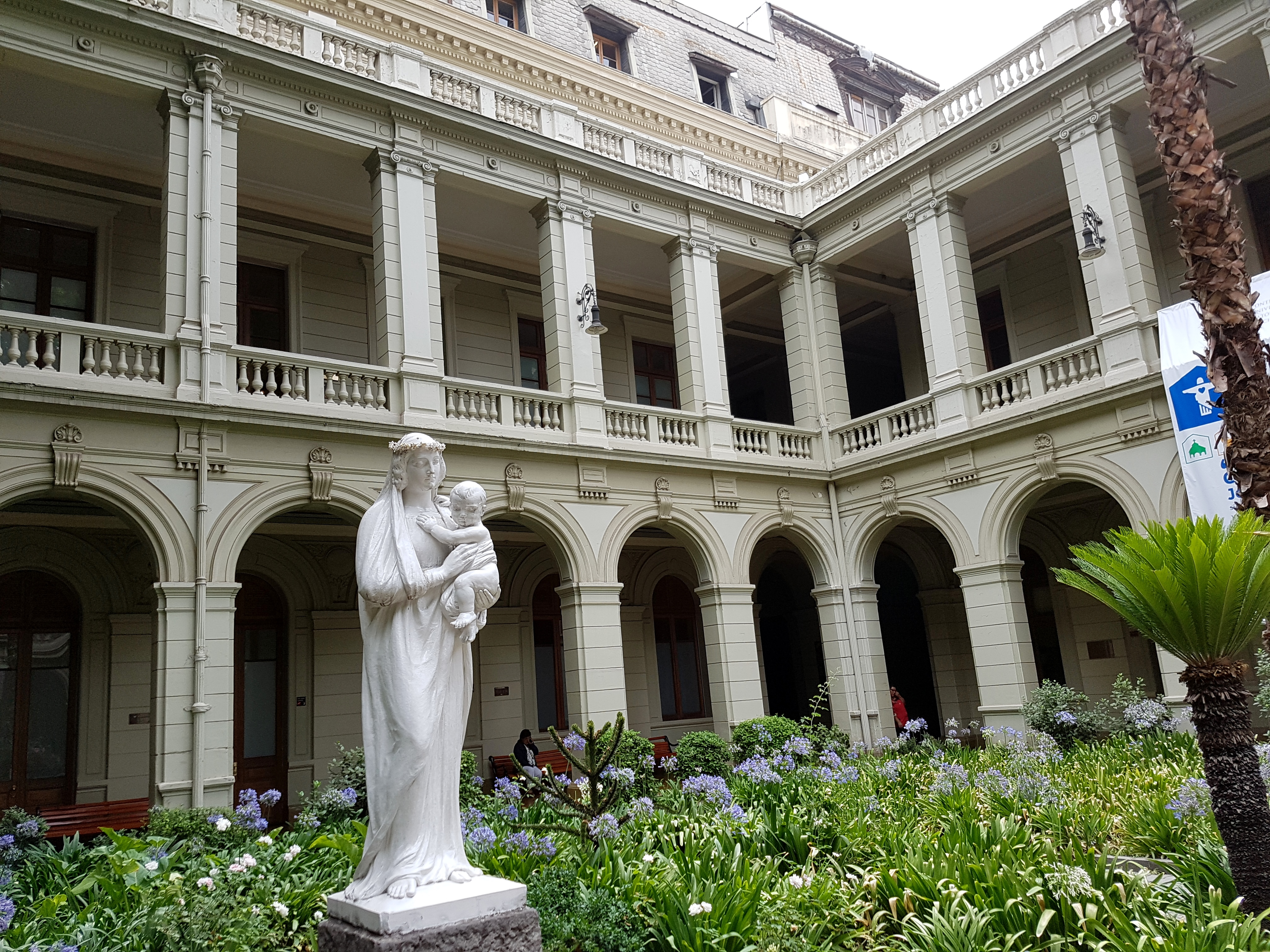
Patio de la Virgen.

Cuando la Universidad Católica inició la construcción del Palacio Universitario, la actual Casa Central, colaboró en la expansión de la ciudad de Santiago hacia el oriente y aportó un edificio de carácter monumental que se sumó a los que se construyeron con ocasión del centenario de la Independencia de Chile, como el Museo de Bellas Artes o la Biblioteca Nacional. Durante ese período se invitó a numerosos arquitectos europeos que ayudaran a diseñar una ciudad acorde con los valores republicanos del país.
Uno de esos arquitectos fue el italiano Ignacio Cremonesi, vinculado a la Escuela de Arquitectura de la misma Universidad, a quien se le encargó un proyecto para el nuevo Palacio Universitario. Su diseño incluía las instalaciones del Instituto de Humanidades (actual Centro de Extensión UC) y que finalmente fue lo único que se construyó de acuerdo a su diseño original.
El plano del Palacio Universitario diseñado por Cremonesi incorporaba instalaciones para las Facultades de Matemáticas, Medicina, un Patio de Honor y una Capilla, además de un Aula Magna, un patio central y un observatorio astronómico. Pero Cremonesi volvió a Italia y a principios del siglo XX se le encargó un nuevo diseño al arquitecto francés Emile Jecquier, mismo autor del Museo de Bellas Artes y de la Estación Mapocho, entre otras obras.
Jéquier, junto con su discípulo y primer arquitecto graduado de la UC, Manuel Cifuentes, -hijo de Abdón Cifuentes gran colaborador de la Universidad en su período de fundación-, desarrolló los planos a partir del ya construido «Instituto de Humanidades». El proyecto Jequier-Cifuentes se adaptó al original de Cremonesi, lo que posibilitó la unificación de la fachada, una de las más largas de la ciudad para aquella época. En las cuatro hectáreas de terreno, el edificio se ordenaba alrededor del esquema clásico de un cuadrado dividido en nueve partes organizando la circulación mediante claustros y patios centrales. En ese momento, el proyecto sólo se construyó parcialmente pues junto al Instituto se construyeron los dos patios que daban a la Alameda.
La primera piedra de lo que sería el Palacio Universitario se puso en 1910 y su construcción concluyó en 1917. La nueva sede contaba con capilla, una biblioteca para 60 mil libros y una sala para actos oficiales. En el segundo piso, se ubicaban -y siguen así hasta el día de hoy- las oficinas del rector y prorrector.

### Incendio y reconstrucción
En el año 1931 el tercer y cuarto del edificio fueron destruidos por un incendio. En el lugar se ubicaban las salas de Ingeniería y Arquitectura, pero también resultaron dañadas la biblioteca y la capilla. La reconstrucción duró hasta 1937 y gracias a ella se pudo unificar el lenguaje de la fachada. En ese mismo período y como agradecimiento al patrono de la Universidad por la rápida reconstrucción, se agregó la escultura del Sagrado Corazón de Jesús en la parte superior de la fachada. La imagen realizada en 1935 por el escultor húngaro Ernest Wünsch y que perdura hasta hoy, tiene 5 metros de alto y 5,5 de ancho, y está inspirada en el Cristo del Corcovado en Río de Janeiro.
El edificio de Casa Central fue complementado con la construcción del Hospital Clínico entre los años 1935 y 1939, y con él se inició la etapa de las construcciones más modernas asociadas al campus, con ausencia de decoración y que respondían las vanguardias arquitectónicas propias de los inicios del siglo XX.

### Mitad delsigloXX
Esto inició la disgregación de la Universidad en la ciudad de Santiago.

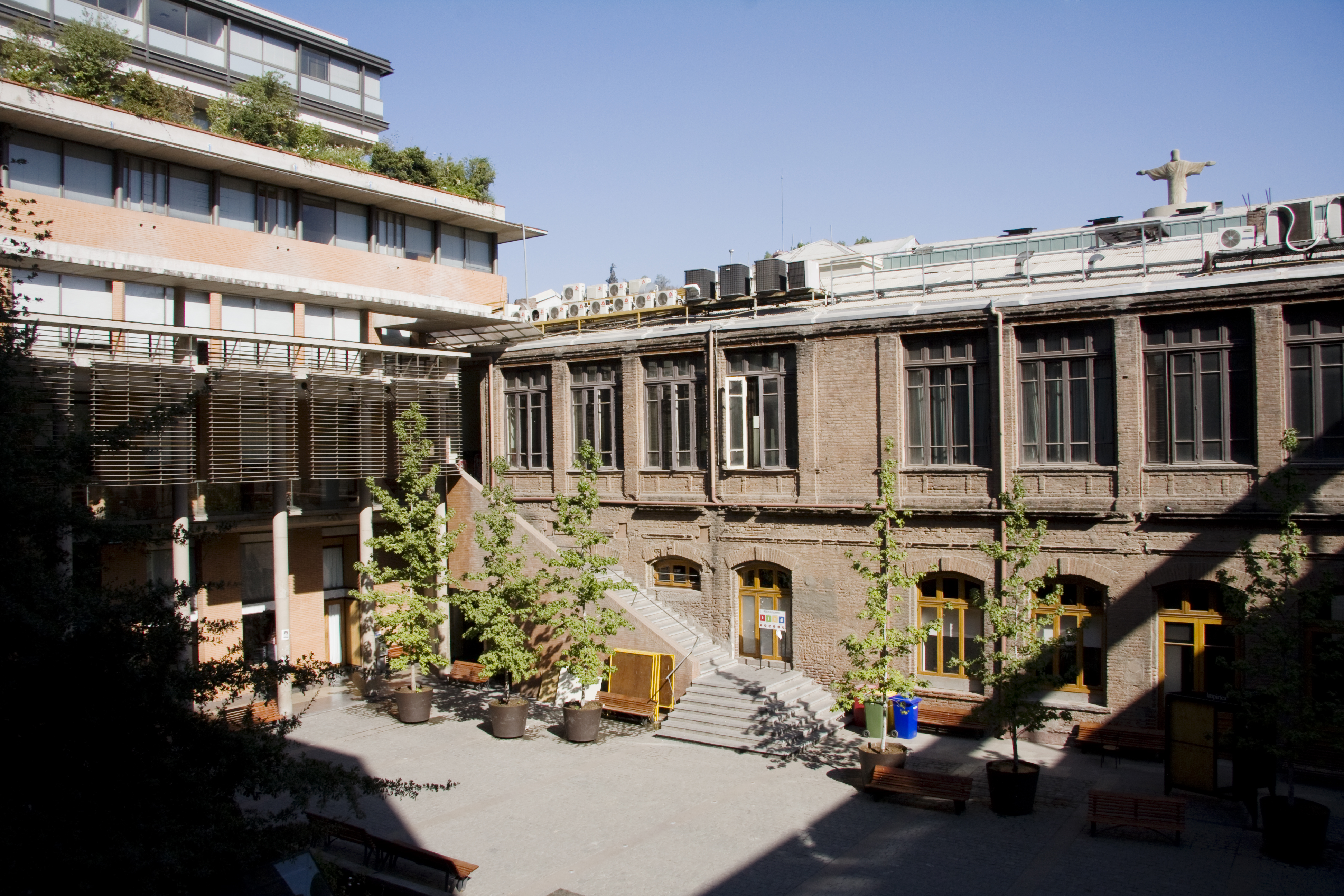
Patio de Comunicaciones.

En agosto de 1967 la Casa Central sería escenario de la toma de la Universidad Católica como parte del proceso de Reforma Universitaria solicitado por los estudiantes a las autoridades de la época. El 11 de agosto de ese año el edificio amaneció con el famoso lienzo "Chileno: El Mercurio Miente" como respuesta a una serie de artículos aparecidos en el diario El Mercurio que a juicio de los estudiantes faltaban a la verdad.
Durante los años 1980 se le encargó al arquitecto Alberto Piwonka, una nueva sede para la Faculta de Ciencias Biológicas, la que fue construida hacia calle Portugal y que mantuvo el estilo clásico de la fachada hacia la Alameda. En 1988 el antiguo Instituto de Humanidades Luis Campino, fue remodelado con motivo del Centenario de la Universidad y convertido en un Centro de Extensión. El Instituto fue trasladado a la Avenida Pedro de Valdivia.
En 1987 la Casa Central recibió la visita del Papa Juan Pablo II, el viernes 3 de abril a las 11:20 de la mañana. El encuentro fue titulado como Encuentro con el Mundo de la Cultura.

### sigloXXI

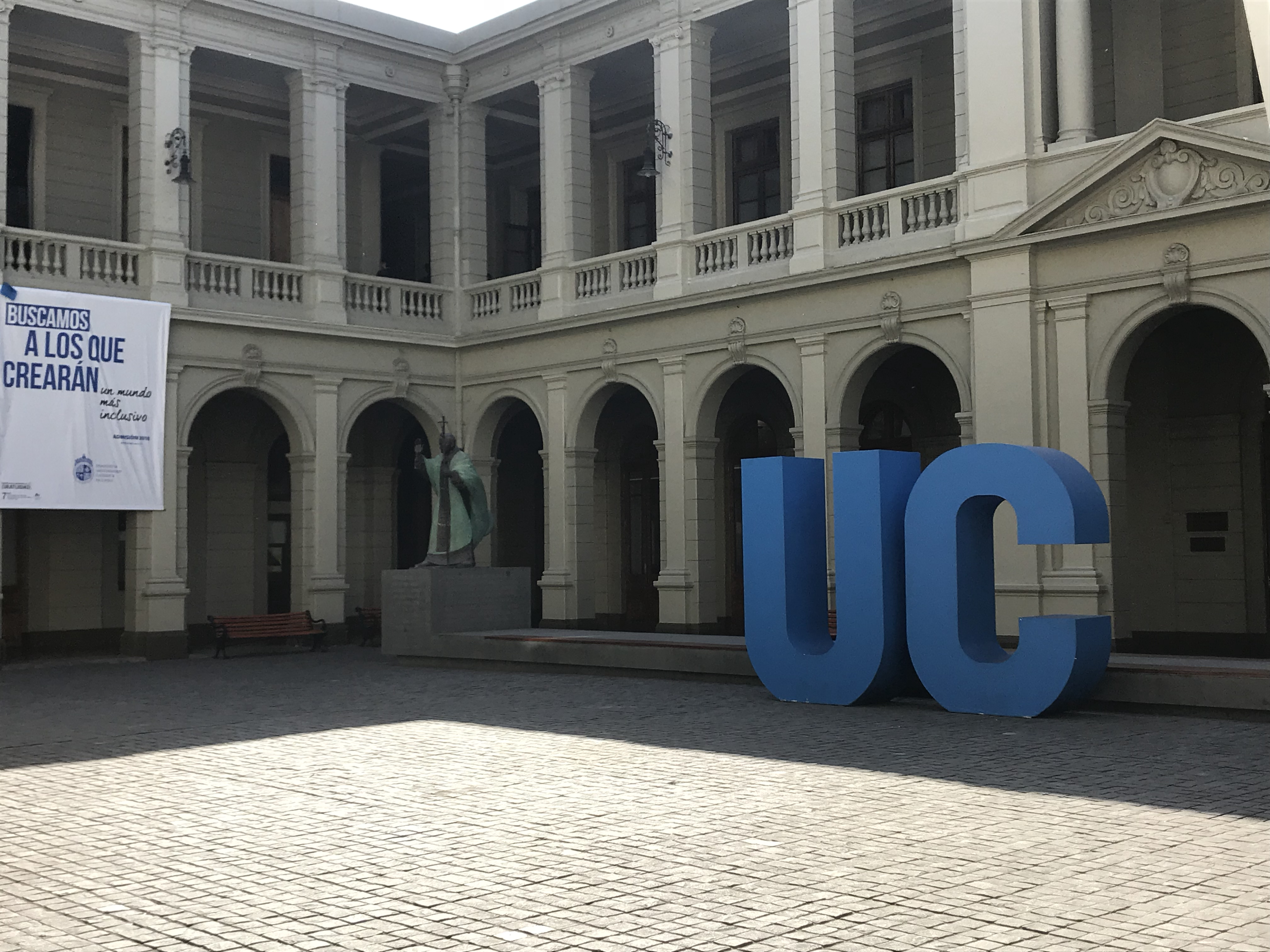
Patio Juan Pablo II.

Durante los primeros años de este siglo nuevos edificios fueron agregados en los mismos terrenos, entre ellos las Facultades de Ciencias Biológicas, Comunicaciones, Derecho y Medicina. Si bien sus construcciones son modernas, se integran al esquema con base en claustros del proyecto original.
Durante 2006 se inició la construcción de un nuevo edificio llamado Plaza UC, más conocido como Edificio del MBA. Durante su construcción quedó al descubierto una cava del siglo XIX, de la cual sólo había rumores. La cava había pertenecido a Francisco Lira Argomedo, quien legó sus apellidos para las dos calles que emergieron de su propiedad. En lugar de dejar la cava en el lugar original, la universidad decidió sacarla a la superficie, al costado poniente del Centro de Extensión UC.
En el año 2016 el campus de la Casa Central fue parte de las instalaciones de la universidad previstas para ofrecer visitas guiadas durante la celebración del Día del Patrimonio.
El Papa Francisco visitó la Casa Central de la Universidad Católica como parte de su visita a Chile durante enero de 2018. Ésta se concretó el 17 de enero de 2018 a las 19:00 h.

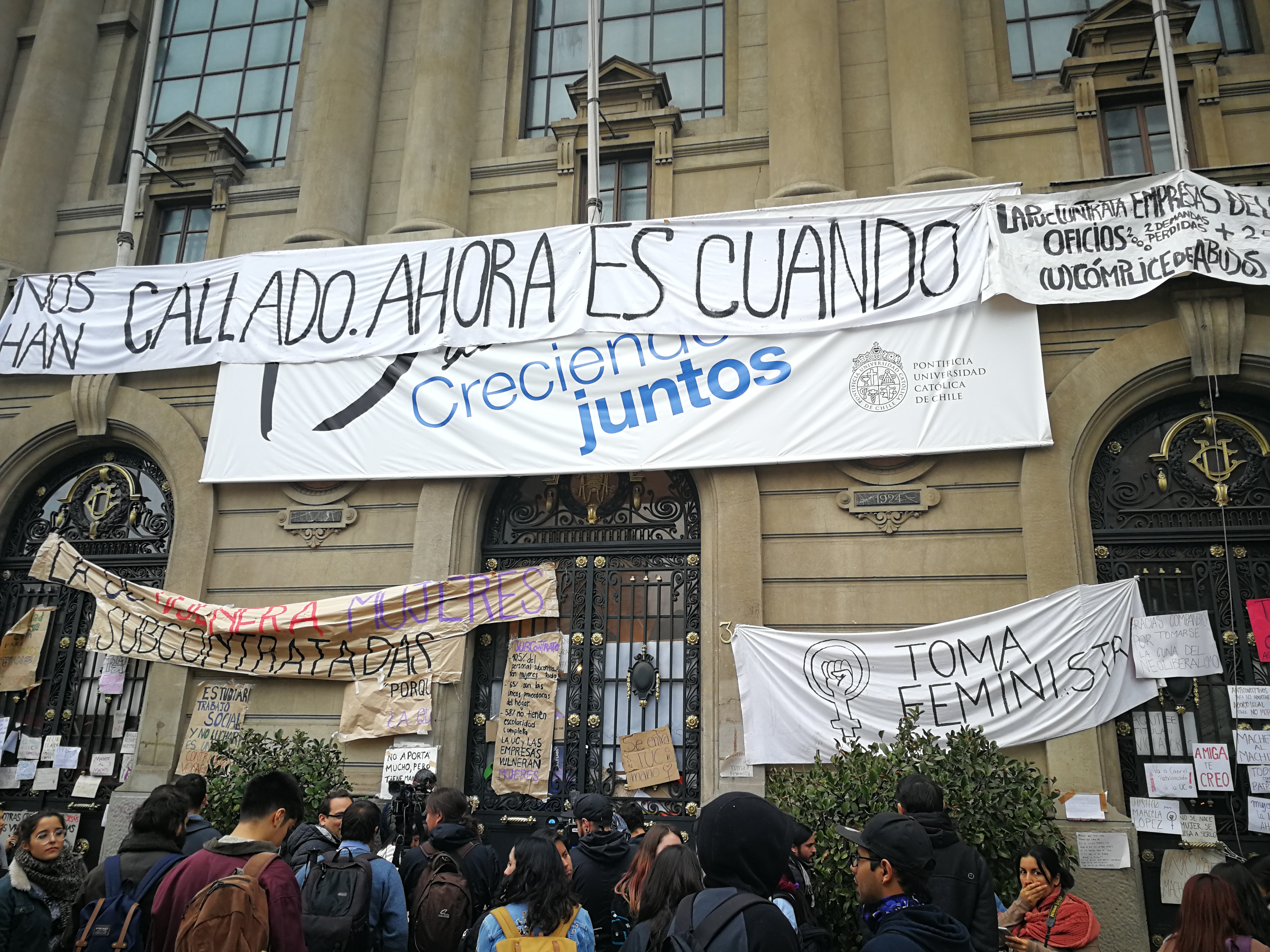
Toma Feminista en Casa Central, 2018.

En mayo de 2018 la Casa Central UC fue escenario de una histórica toma feminista de sus instalaciones. La toma se depuso tres días después de manera pacífica.